# Algemene Ziektekosten Verzekering (Aruba)
De Algemene Ziektekosten Verzekering (AZV) is een basisverzekering (ziektekostenverzekering) die geldt voor iedere inwoner van Aruba. De rol van het Uitvoeringsorgaan AZV is het uitvoeren van de Landsverordening AZV. Dat houdt in dat de ziektekosten (huisarts, specialist, fysiotherapie, tandarts en ziekenhuisopname (eventueel in het buitenland)) vergoed worden voor iedereen die is ingeschreven als inwoner van Aruba. 
De doelen van AZV zijn:
- Zorgen voor een goede bereikbaarheid van de gezondheidszorg voor alle verzekerden
- Ervoor zorgen dat de kwaliteit van de gezondheidszorg op een hoog peil blijft
- Zorgen voor een zo effectief en efficiënt mogelijke gezondheidszorg
- Budgetbewaking/kostenbewaking

AZV werkt samen met alle bovengenoemde zorgverleners. Er bestaan contracten tussen de AZV en de zorgverleners waarin is vastgelegd wat de vergoedingen zijn voor de verrichtingen die zij bij hun patiënten doen. 
Met de heffing en invordering van de (inkomensafhankelijke) premie zijn de belastingautoriteiten belast.
Het ontwerp Landsverordening Algemene Ziektekostenverzekering werd in 1990 door het toenmalige kabinet-Oduber bij de Staten van Aruba ingediend. Het werd in 1992 door de Staten aanvaard. De AZV moest in de plaats treden van een verscheidenheid aan wettelijke regelingen inzake ziektekosten, zoals: een regeling voor overheidspersoneel, een regeling voor personeel van overheidsbedrijven, een regeling voor overheidsgepensioneerden, regelingen voor werknemers en de zogenaamde PPK-regeling, een regeling voor on- en minvermogenden. In 1996 traden de bepalingen betreffende het Uitvoeringsorgaan AZV in werking. Het zou tot 1 januari 2001 duren voor de Landsverordening geheel in werking trad. In 2000 gaf de toenmalige minister-president Eman leiding aan de stuurgroep die de volledige invoering voorbereidde. Met de inwerkingtreding van de Landsverordening Algemene Ziektekostenverzekering was Aruba het eerste land binnen het Koninkrijk der Nederlanden dat een basisverzekering voor normale ziektekosten voor de gehele bevolking invoerde. Nederland zou in 2006 volgen met de Zorgverzekeringswet, maar in deze wet worden ingezetenen niet automatisch (van rechtswege) verzekerd, maar worden verplicht een zorgverzekering bij een private partij af te sluiten. In 2011 werd in Caribisch Nederland een zorgverzekering ingevoerd die sterke overeenkomsten vertoont met de Arubaanse AZV.